# BR-135
La BR-135 è una strada federale brasiliana che unisce São Luís, nel nord-est del Paese, con Belo Horizonte, capitale del Minas Gerais. 

## Percorso
Condivide il tracciato con la BR-040 nel tratto compreso tra l'intersezione con quest'ultima strada, a nord di Paraopeba (MG) e Belo Horizonte.
Da Manga, nel nord di Minas Gerais, fino al comune di Itacarambi, sempre nel nord di Minas Gerais, l'autostrada è ancora sterrata per la maggior parte del tratto, che copre quasi 48 km. Essendo un'autostrada che attraversa le regioni povere e sottosviluppate del Brasile, è stata spesso dimenticata dai finanziamenti del governo federale.
Tra la città di Montes Claros, nel Minas Gerais, e l'intersezione con la BR-040, l'autostrada è stata ampliata con la creazione di una terza corsia in diversi tratti, oltre all'ampliamento dei ponti e degli anelli di accesso ai comuni attraversati dalla strada.